# Ragnvald Knaphövde
Ragnvald Knaphövde, även Ragvald, var kung av Sverige någon gång mellan mitten av 1120-talet och slutet av 1130-talet, föräldrar osäkra. Enligt en sen källa var han son till Olof Näskonung, men han har också på grund av namnet föreslagits vara identisk med Inge den äldres son Ragnvald Ingesson.
I och med Inge den yngres död i början av 1120-talet inleddes en orolig tid i Sverige. Källäget är magert under perioden. Ragnvald blev enligt Västgötalagens kungalängd vald till kung, men slogs ihjäl vid "Karllsepitt" (antagligen Karleby utanför Falköping) efter att ha ridit in i Västergötland på eriksgata utan att ha utväxlat gisslan.
Saxo Grammaticus nämner inte Ragnvald, men meddelar att svearna, efter att götarna hade valt den danske prinsen  Magnus Nilsson till kung, valde en egen kung som götarna senare slog ihjäl. Magnus förekommer dock inte i västgötalagens kungalängd, men Saxos namnlöse kung har i vilket fall identifierats med Ragnvald, och Magnus död 1134 har tillsammans med kung Filips död 1118 använts för att datera Ragnvalds verksamhet.
Tillnamnet knaphövde eller knapphövde, som är ett senare tillägg i västgötalagens kungalängd, kommer möjligen av att Ragnvald skall ha haft ett klotrunt huvud. Ordet förekommer på annan plats, och betecknar då ett dryckeskärl av ett manshuvuds storlek.
Gravkoret över Ragnvald i Vreta klosters kyrka som kom till på Johan III:s tid har trotts vara en produkt av sammanblandning med en bror till Magnus Henriksson, som kan visas ha donerat till klostret. Senare har även andra uppgifter om de gravsatta i kyrkan framförts.

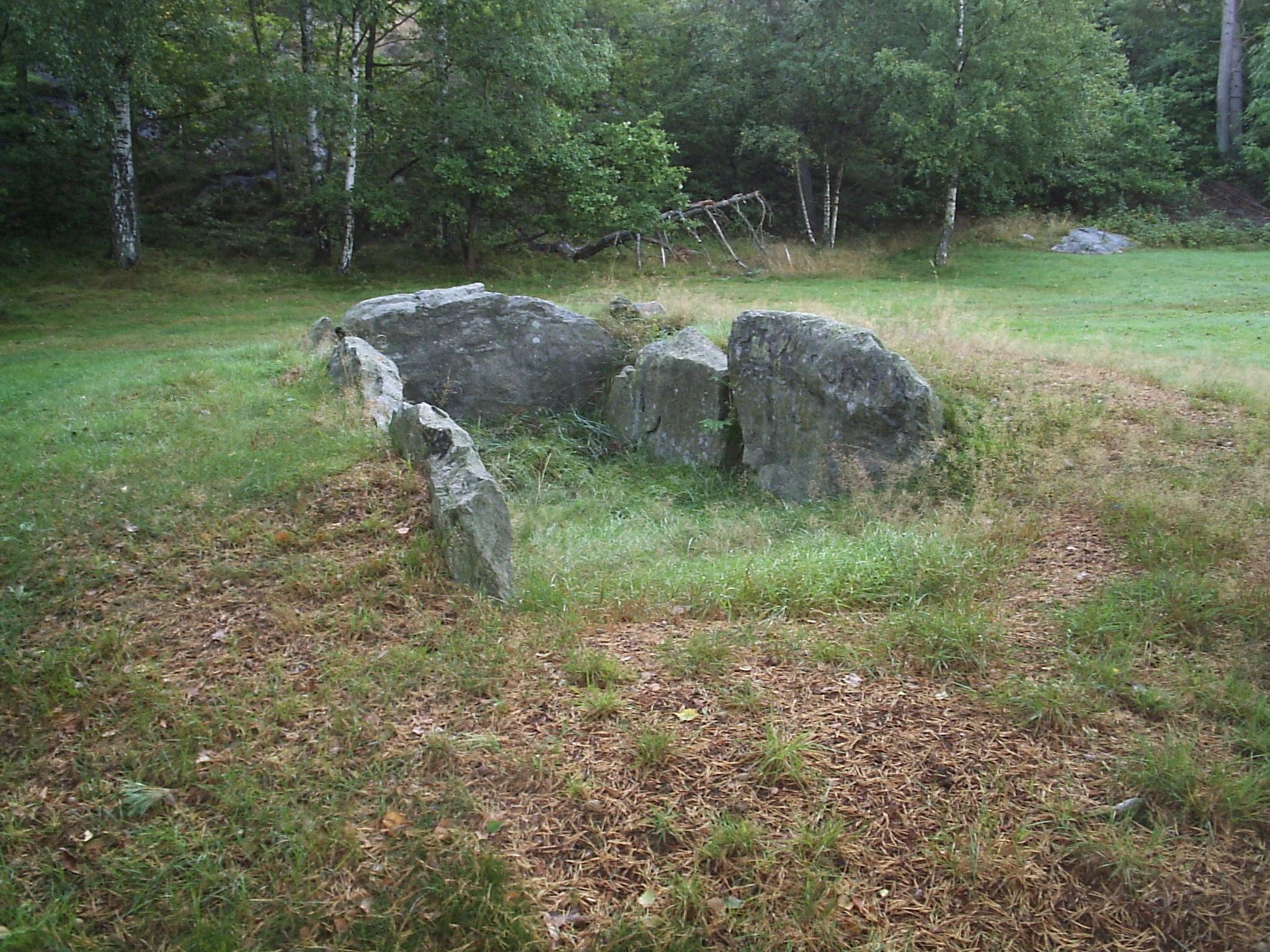
Den så kallade Kung Rings grav i Göteborg, som föregår Ragnvald med långt över två årtusenden.

Enligt Laurentius Böker (död 1696) blev Ragnvald begravd i hällkistan Kung Rings grav i Göteborg, vilken senare har daterats till 2400–1800 före kristus (se även Kung Ring).